# Сулейман-шах
Сулейман-шах (*бл. 1118 — 1161) — 7-й султан Іраку в 1159—1160 та 1160—1161 роках.

## Життєпис

### Молоді роки
Походив з династії Сельджукидів. Син Мухаммеда I, султана Великих Сельджуків, та Гохат-хатун. Народився близько 1118 року. Незабаром помер батько. Сулейман-шах виховувався під орудою свого стрийка султана Ахмада Санджара. Разом з останнім брав участь у поході 1132 року проти повсталого брата Масуда. Згодом його було призначено маліком Хорасану. В цей час встановив гарні стосунки з хорезмшахом Атсизом.
У 1138 році брав участь у поході проти Атсиза, який фактично відколовся від Великих сельджуків. Сулейман-шах відзначився у битві при хазараспі, де султан Ахмад Санджар здобув перемогу над хорезмшахом. після втечі Атсиза, сулейман-шаха було призначено новим хорезмшахом. Втім втриматися той довго не зміг. після повернення Санджара до Мерву на бік Атсиза, що повернувся, перейшло населення, військовики, знать та духівництво. Сулейман-шах вимушений був тікати до Мерву.
У 1141 році після важкої поразки султана Ахмада Санджара від каракитаїв у битві в Катванському степу, Сулейман-шах очолив військо. Втім діяв не надто успішно, не зміг захистити Мавераннахр, відступивши до Хорасану. Разом з тим сприяв відновленню військової потуги Ахмада Санджара. Проте у 1153 році після потужного повстання огузів в Балхі, поразки та полону Ахмада Санджара, втік до Багдаду.

### Султан
В цей час в Іракському султані завершилася боротьба за владу між Малік-шахом III і Мухаммедом II, в якій переміг останній. Сулейман-шах отримав від халіфа аль-Муктафі титул аль-меліль аль-муктадів, а у 1156 році Сулейман-шаха визнано султаном. Втім він не мав жодної влади. Того ж року Сулейман-шах рушив на Гамадан, але зазнав поразки у битві проти військ Мухаммеда II, потрапивши у полон. Його відправили до Мосулу, а згодом перевели до міста Рей.
У 1157 році під час війни Мухаммеда II проти Багдадського халіфата, Сулейман-шах втік з фортеці біля Рею до Ільдегізідів, володарів Аррану (сучасний Південний Азербайджан, Іран). Слідом за цим розпочав повстання проти султана. Але у вирішальній битві при Нахчивані зазнав поразки. Втім незабаром Мухаммед II помер.
Сулейма-шах за підтримки Інанч-Сонкура, еміра Рея, стає новим султаном Іраку. Сулеймакн-шах визнав незалежність Багдадського халіфату, чим остаточно перетворив Іракський султанат на невеличку державу, оскільки місцеві еміри також були фактично самостійними. Проте його панування тривало лише 8 місяців, оскільки Сулейман-шаха було повалено колишнім султаном Малік-шахом III за підтримки Кутб ад-Діна зенгіда, атабека Мосула.
Наприкінці 1160 року атабек Мосула звільнив Сулейман-шаха та домігся оголошення його новим султаном. Невдовзі було повалено Малік-шаха III. Проте друге панування Сулейман-шаха також коротким. У жовтні 1161 року Сулейман-шаха було повалено Ільдегізідами, які повстаивли новим султаном Арслан-шаха. Невдовзі його було вбито.

## Родина
- Санджар (д/н—1191), султан Іраку у 1189—1191 роках.